# La verdadera historia de Barman y Droguin
La verdadera historia de Barman y Droguin es una película mexicana de parodia y cómica de 1991. Fue dirigida por Gilberto de Anda, y producida por Estrella Films y Producciones Viejo.

## Sinopsis
Esta es la historia de dos habitantes de la Ciudad de México. El primero es Bruno, que es dueño de una cantina llamada "La Baticueva", y Ricardo, un inventor alcohólico con muchos problemas económicos, que inclusive llega a asaltar una tienda de ultramarinos con su "compadre" pero con una pistola de juguete, hasta que ambos se topan con dos verdaderos asaltantes en esa misma tienda. Esto deja a ambos en una situación muy difícil de la que logran librarse por pura suerte aplicando técnicas poco ortodoxas para aprehender a los malhechores.
En un principio Bruno es reacio a la idea de su compadre de volverse superhéroes, pero una vez que también él solo evita un asalto (sin saber aún que la persona que salvaría sería la periodista que a futuro los ayudaría), decide ir temprano con su compadre Ricardo para explicarle y decirle que sí quiere ser un superhéroe. A sabiendas de esto, Ricardo se pone a trabajar en varias cosas que les servirán a ambos para "combatir el mal". Uno de ellos es el propietario de un lote de autos chatarra denominado el Pingüino o Don Pingui, como le dice Bruno, quien es el que les construye "el Baticuda", y otro el propietario de una farmacia quien les hace los batichochos, de gas lacrimógeno, y los "Tacuches" que son los trajes hechos con una tela especial antibalas, extraídas de 2 chalecos que Ricardo les "voló" a 2 policías que curiosamente almorzaban en el local donde el también lo hacía
Sumado a esto, los dos amigos ven las películas de "El Ejecutor" un personaje interpretado por Valentín Trujillo, de las que logran una pequeña capacitación para su trabajo de héroes. Consiguiendo todas las cosas y teniendo ya todo listo después de una serie de situaciones chuscas, ambos combaten a sus primeros maleantes, a los que logran derrotar (inclusive imitando las onomatopeyas características de la serie de los 60s pero a la mexicana) y consiguen regresar el dinero que les habían robado a dos personas procedentes de Monterrey.
Una reportera que también es salvada por ellos también se obsesiona al grado de encontrar la Cantina de Bruno, rayar una foto donde aparece él con su traje característico, concluyendo en que él era Barman, entonces ella misma se da cuenta de esto y cuando el superhéroe tiene un problema con un coche al que chocó, lo ayuda aprovechando su condición especial de periodista. Después acompaña a Barman en la que será su segunda misión.
ahora en esta ambos vigilan una escuela cada uno pero la misión sale mal y Droguin termina siendo capturado. Después de una serie de triquiñuelas y artimañas logran escapar y llegar a la guarida donde tenían secuestrado a un niño. Después de un tiempo llega El Ejecutor, quien comienza a exterminar a todos los maleantes. Aprovechando esto, el Dúo Dinámico de "Chilangolandia" comienza a vencer al jefe de la banda(sin olvidar las onomatopeyas), y después de esto podemos concluir que la misión de los héroes terminó satisfactoriamente y con una victoria obtenida de una manera chusca y un poco satírica pero victoria a final de cuentas sobre el Mal La Reportera tuvo su reportaje del siglo, gracias al esfuerzo de ambos "paladines".

## Elenco
- Víctor Trujillo - Bruno/Barman
- Ausencio Cruz - Ricardo/Droguin
- Valentín Trujillo - El Ejecutor
- Raul Trujillo - El Pitirijas
- Ramiro Gómez - El Pingüino, Propietario de un lote de autos chatarra
- José Luis Cordero "Pocholo" - El Secuestrador
- Lizbeth Castro - Periodista